# Northrop P-61 Black Widow
Northrop P-61 Black Widow – myśliwiec nocny z okresu drugiej wojny światowej, opracowany przez amerykańskie przedsiębiorstwo Northrop. Był to pierwszy amerykański samolot zaprojektowany specjalnie do roli myśliwca nocnego i wyposażony w radar.

## Historia

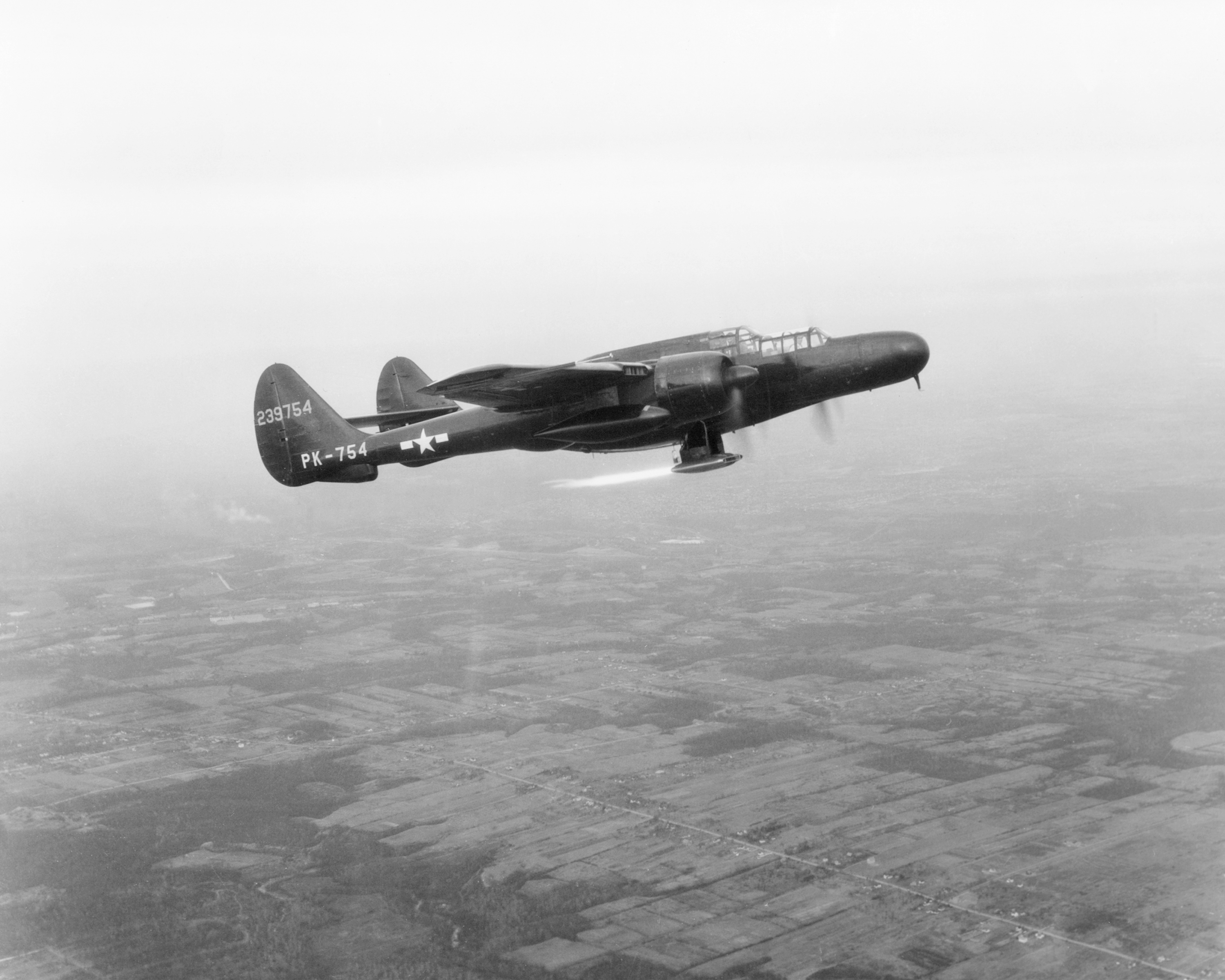
P-61 podczas testowania silnika strumieniowego, 27 stycznia 1947 r.

P-61 od początku był projektowany jako specjalistyczny myśliwiec nocny. Stało się tak po analizie doświadczeń brytyjskich z mniej lub bardziej udanymi adaptacjami różnych samolotów do roli myśliwców nocnych. W 1940 komisja pod przewodnictwem generała Emmonsa sformułowała podstawowe założenia, jakie musi spełniać przyszły myśliwiec. Miał on zostać wyposażony w nowo opracowany radar A1; uzbrojenie miało się znajdować w ruchomych wieżyczkach, każda z przynajmniej dwoma karabinami maszynowymi. Wymagano także, aby mógł on utrzymać się w powietrzu przez 8 godzin.
W tym czasie brytyjski RAF miał na uzbrojeniu samoloty Boulton Paul Defiant, które nie spełniały wszystkich wymagań i w 1942 zostały wycofane ze służby. Bardziej udaną konstrukcją była nocna wersja Mosquito, ale z punktu widzenia USAAF-u i ten samolot nie do końca nadawał się do wypełniania powierzonej mu roli.
Po dokładnej analizie problemu Jack Northrop wraz z konstruktorem Vladimirem Pavlecką zaprojektowali jeden z najbardziej oryginalnych samolotów, który kiedykolwiek powstał. Potężny myśliwiec rozmiarami przewyższający niektóre ówczesne średnie bombowce. Pierwszy lot prototypu XP-61 odbył się 26 maja 1942 roku. 18 listopada oblatano drugi ulepszony prototyp, z uzbrojeniem. W sierpniu – wrześniu 1943 roku zbudowano 13 samolotów przedseryjnych YP-61. Pierwszy egzemplarz wersji produkcyjnej P-61A został zmontowany 29 października 1943 roku. Kolejne wersje produkcyjne to P-61B i P-61C. Ogółem wyprodukowano 706 egzemplarzy łącznie z prototypami.

## Wersje

### P-61A
Pierwsza wersja produkowana seryjnie. Pierwszy egzemplarz, P-61A-1-NO, zszedł z linii produkcyjnej w październiku 1943 roku. Samoloty te miały przede wszystkim wzmocnione osłony kabiny dla członków załogi, bowiem okazało się, że mogły one ulegać eksplozji w pewnych sytuacjach. Ponadto zastosowano tańszy stop aluminium do produkcji samolotu. Tylko 37 pierwszych egzemplarzy z 45 wyprodukowanych odmiany P-61A-1 miało grzbietową wieżyczkę z km. Łącznie tylko połowa P-61A miała w ogóle tę wieżyczkę. Przyczyna była dwojaka. Po pierwsze, priorytet w odbiorze wieżyczek miały zakłady produkujące bombowce Boeing B-29 Superfortress, w których również je stosowano. Po drugie, sprawiały one problemy w locie — powodowały drgania. Stąd też często już w jednostkach bojowych albo blokowano wieżyczki w położeniu "do przodu" tak, że mógł strzelać z nich tylko pilot, albo w ogóle ją usuwano. W jej miejsce montowano dodatkowy zbiornik paliwa lub zasłaniano otwór w kadłubie osłoną. Z tego powodu załogę samolotu często ograniczano do 2 osób: pilota i operatora radaru, rezygnując ze strzelca pokładowego. Jeden egzemplarz P-61A-1-NO 42-5496 był testowany przez RAF. Uznano jednak, że De Havilland Mosquito wystarczająco dobrze spełnia swoją rolę jako myśliwiec nocny.
W samolotach P-61A-5-NO zmieniono silniki na R-2800-65 o mocy 2250 KM każdy. W P-61A-10-NO dodano instalację wtrysku wody do silników w celu chwilowego podniesienia ich mocy w sytuacjach bojowych. W tej odmianie po raz pierwszy zastosowano malowanie kolorem czarnym błyszczącym. Zbudowano 120 sztuk tej odmiany. W 20 z nich dodano możliwość przenoszenie pod skrzydłami albo zbiorników z paliwem o pojemności 1164 l (potem 1409 l), albo 2 bomb o masie 726 kg. Oznaczano je potem jako P-61A-11.

### P-61B
W wersji tej (od odmiany P-61B-1-NO) wprowadzono zmiany sugerowane przez pilotów z jednostek bojowych latających na wersji P-61A. Zastosowano nowy, lepszy radar SCR-720C A/I. Wydłużono też o 20,32 cm (8 cali) kabinę załogi. Zmieniono system zamykania osłon podwozia z hydraulicznego (który sprawiał problemy) na mechaniczny. Ponadto podzielono osłony podwozia na części, tak aby w pozycji wysuniętej 3/4 ich można było zamknąć jako ochronę przed dostawaniem się tam zanieczyszczeń. Ponadto wprowadzono awaryjne wypuszczanie podwozia i jego blokadę na wypadek, gdyby główny mechanizm zawiódł. Ulepszono też system ogrzewania kabiny załogi oraz wprowadzono automatyczne sterowania klapkami chłodzenia silnika i chłodnic oleju. Ponadto wprowadzono jako standard okulary noktowizyjne dla pilota, aby ułatwić mu celowanie.
W P-61B-5-NO radiowysokościomierz SCR-718 zastąpiono nowym APN-1. W P-61B-10-NO dodano radar APS-13 ochrony tylnej sfery samolotu przed wrogiem. Ponadto dodano pylony do podwieszania albo zbiorników paliwa o pojemności 1173 l albo 2 bomb o masie 726 kg. Od P-61B-15-NO zaczęto ponownie montować wieżyczkę strzelniczą General Electric Type A-4 z km. W P-61B-20-NO wprowadzono nowy model tej wieżyczki, General Electric Type A-7, z ulepszonym systemem kontroli ognia.
W dotychczasowych odmianach z wieżyczką radar służył tylko do naprowadzania w pobliże celu — potem pilot sam już, korzystając z noktowizora, celował i prowadził ogień. W odmianie P-61B-25-NO (eksperymentalne 7 sztuk) zainstalowano radar Western Electric APG-1, który po sprzężeniu z wieżyczką umożliwiał prowadzenie ognia do celu za jego pomocą. Prowadzono testy skuteczności takiego rozwiązania, ale nie znalazło to zastosowania w jednostkach bojowych. W 1945 16 sztuk P-61B przebudowano na P-61G.

### P-61C
Głównym celem zmian w tej wersji było polepszenie osiągów, zwłaszcza zwiększenie prędkości maksymalnej maszyny oraz jego pułapu. Zastosowano więc silniki R-2800-73 z turbosprężarkami o mocy bojowej 2800 KM. Zmieniono również śmigła, aby lepiej wykorzystać moc nowych silników. Dodano w nich też hamulce aerodynamiczne na górnej i dolnej powierzchni skrzydeł, aby ułatwić celowanie w walce, a także dodano 4 pylony do podwieszania zbiorników na paliwo o pojemności 1173 l. Miało być zbudowane 117 sztuk tej wersji w ramach ostatniego kontraktu, lecz z uwagi na zakończenie wojny, lotnictwo anulowało kontrakt i odebrało tylko 41 sztuk w odmianie P-61C-1. Pierwszy został odebrany przez USAAF w lipcu 1945 roku, a ostatni w styczniu 1946 roku.

### XP-61D
Firma Goodyear, która wykonała większość prac przy opracowaniu P-63C, opracowała też jednocześnie XP-63D. Pierwotnie planowano, że P-63C będą napędzane silnikiem Pratt & Whitney R-2800-77 z turbosprężarkami General Electric CH-5. Ponieważ jednak inne projekty miały priorytet, zamiast tych silników zastosowano silniki R-2800-14W. Zabudowano je na jednym egzemplarzu P-61A-5-NO i jednym P-61A-10-NO. W kwietniu 1944 roku ponownie zmieniono silniki na R-2800-57 i wówczas zmieniono oznaczenie tych 2 egzemplarzy na XP-61D. Ponadto zamontowano pod ich skrzydłami 4 pylony do przenoszenia zbiorników paliwa. Z uwagi na problemy techniczne maszyny te oblatano dopiero w listopadzie 1944 roku, ale już z nowymi silnikami R-2800-77 z turbosprężarkami. Ponieważ w tym czasie do produkcji wszedł P-61C, wycofano się z rozwoju tej wersji.

### XP-61E
Wersja ta powstała w ramach kontraktu na XP-61D. Był to samolot przeznaczony do eskorty bombowców. Przebudowo do tej wersji dwa egzemplarze P-61B-10-NO, ale ponieważ P-51 Mustang przejął tę rolę, projektu nie rozwijano dalej. Miał być napędzany takimi samymi silnikami jak P-61B, czyli R-2800-65 Double Wasp o mocy 2250 KM. Całkowicie nowa była środkowa część kadłuba. Zastosowano siedzenia jedno za drugim z kroplową osłoną kabiny. Zachowano 4 działka 20mm, ale z nosa usunięto radar i w to miejsce zainstalowano 4 km 12,7 mm. Zwiększono też zapas paliwa. Testy wykazały znaczny wzrost osiągów w stosunku do P-61B, ale nie były one tak dobre jak najnowszych samolotów już służbie, zwłaszcza już opracowanego XP-82 Twin Mustang.

### F-15 Reporter
W lecie 1945 roku przebudowano dwa egzemplarze XP-61E na samoloty rozpoznania fotograficznego. Usunięto z nosa uzbrojenie i w to miejsce zainstalowano aparaturę fotograficzną. Oznaczono je jako XF-15. Oblatano 3 lipca 1945 roku. Jeszcze w czerwcu 1945 zamówiono 175 sztuk wersji F-15A. Bazowały one na P-61C, ale miały nowy kadłub centralny z kroplową osłoną kabiny i aparaturą fotograficzną w nosie. Wyprodukowano tylko 35 sztuk F-15 w odmianach F-15A-1-NO i F-15A-5-NO (w tej zainstalowano nowy zestaw kamer).

### XF2T-1

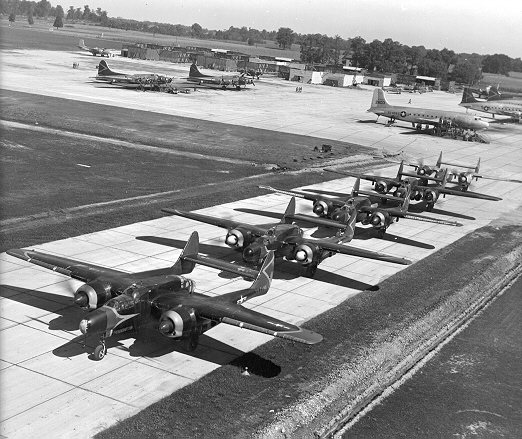
P-61 na lotnisku

Miała być wersją nocnego myśliwca dla Marynarki Wojennej USA. Wykazała ona zainteresowanie tym projektem w 1942 roku. Samoloty miały działać z baz lądowych. Ponieważ priorytet miała wersja lądowa, nie rozwijano jej do 1944 roku, kiedy Marynarka zrezygnowała z niej na rzecz F7F Tigercat. Postanowiono jednak przejąć 12 sztuk P-61B-10, 15 i 20 od wojska i przeznaczyć je do treningu załóg, które miały latać na F7F. Samoloty te jednak nie weszły do użycia do sierpnia 1945 roku. Pełniły tę rolę potem, ale krótko — do sierpnia 1947 roku.

## Opis konstrukcji
Samolot otrzymał dwa gwiazdowe 18-cylindrowe silniki Pratt & Whitney R2800-10 Double Wasp, każdy o mocy 1500 kW, umieszczone w osobnych kadłubach połączonych ogonem i skrzydłami. Pomiędzy nimi znajdowała się gondola z załogą, radarem i uzbrojeniem. W pierwszej wersji samolot został uzbrojony w dwie wieżyczki (w nosie i góry kadłuba), każda z czterema karabinami maszynowymi M2 12,7 mm.
Ostatecznie pozostawiono górną wieżyczkę i dodatkowo samolot został uzbrojony w 4 działka 20 mm, które początkowo umieszczono w skrzydłach, ale w modelu produkcyjnym zostały przeniesione do kadłuba samolotu (zamontowano je w podbrzuszu, tuż za przednim kołem). Związane to było przede wszystkim z problemem zbieżności salwy. Karabiny montowane w skrzydłach samolotów nie celowały dokładnie w przód, ale nieco do środka, w kierunku osi podłużnej samolotu. Wystrzeliwane przez nie pociski spotykały się w określonym punkcie zbieżnym, na przykład 100 m przed nosem samolotu. Takie rozwiązanie zmniejszało jednak efektywność przy strzelaniu na mniejsze lub większe odległości niż ustalony punkt zbieżności. Ponieważ jednak kadłub P-61 był na tyle szeroki, że mógł bez problemu zmieścić 4 działka położone obok siebie, zdecydowano się na takie rozwiązanie, które eliminowało powyższy problem.
Przeniesienie działek ze skrzydeł do kadłuba uprościło także wewnętrzną konstrukcje skrzydeł i pozwoliło na zamontowanie w nich większych zbiorników z paliwem (pierwotnie 2044 l, po zmianach 2445 l).
Zdalnie kierowana wieżyczka położona na grzebiecie samolotu mogła być sterowana przez każdego członka załogi włącznie z operatorem radaru, który mógł kierować ogniem wyłącznie na podstawie wskazań radaru, bez wizualnego kontaktu z celem.
Zamontowany w nosie radar SCR-720 w trybie „Airbone Intercept” (przechwytywanie) miał zasięg około 8 kilometrów; mógł służyć także jako pomoc nawigacyjna dla innych samolotów czy identyfikator IFF.

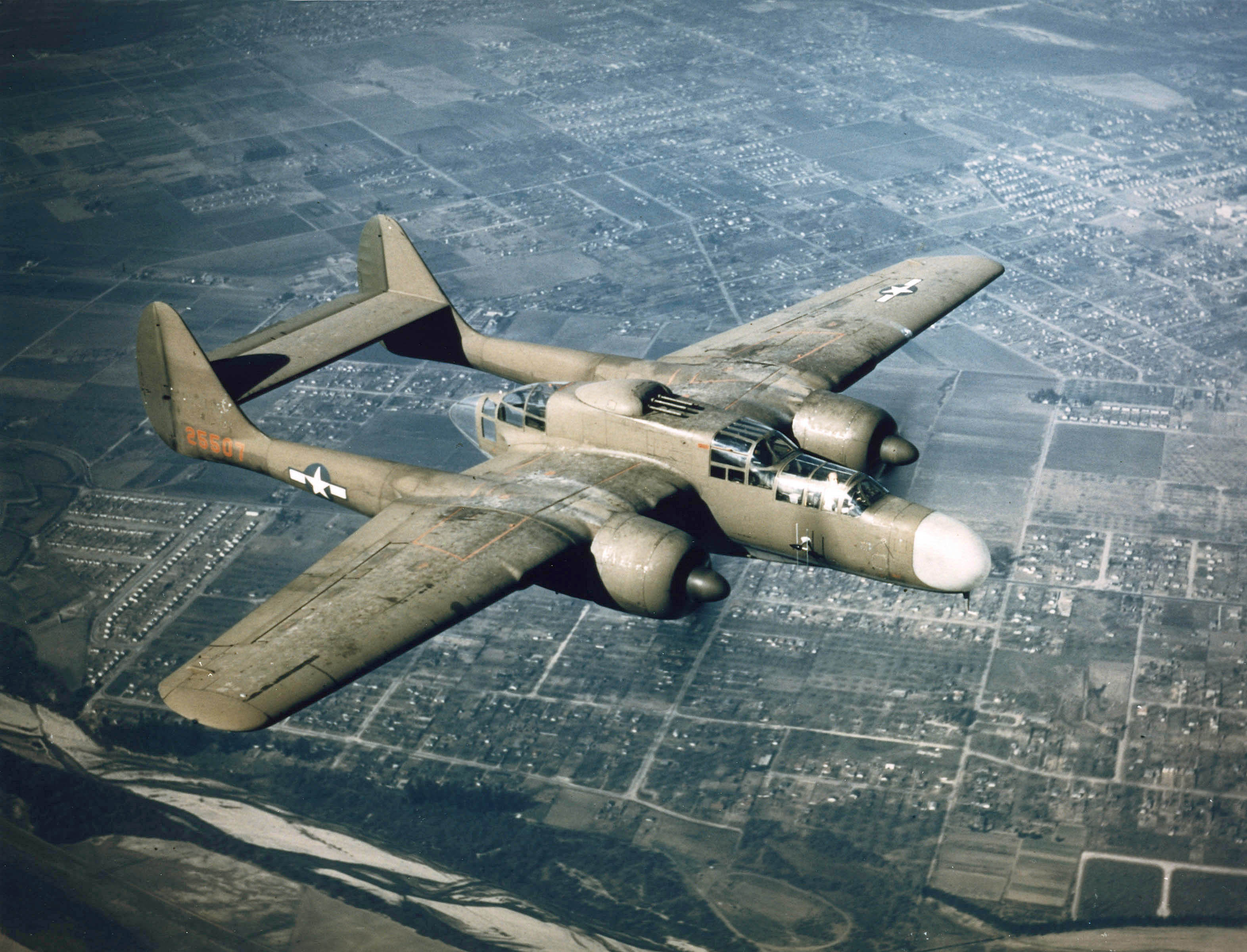
P-61 należący do 419 Nocnego Dywizjonu Myśliwskiego

## Użycie bojowe
Szkolenie na P-61 rozpoczęto jesienią 1943 roku. Pierwsze dywizjony przezbrojone w P-61 skierowano do walki z Japonią na Pacyfiku począwszy od maja 1944 roku. Pierwszy lot bojowy wystartował z lotniska na wyspie Saipan 26 czerwca 1944. 30 czerwca załoga z 6 nocnego dywizjonu myśliwskiego (6 NFS) zestrzeliła japoński bombowiec Mitsubishi G4M „Betty”. Od tego momentu do końca wojny P-61 skutecznie zwalczały japońskie bombowce próbujące wykonywać nocne naloty nękające, na które nie było przedtem skutecznych przeciwśrodków. Jedną z głównych zasług P-61 na Pacyfiku była skuteczna ochrona wielkich baz bombowców B-29 na Marianach przed nocnymi nalotami nieprzyjaciela.
P-61 bazowały także na Nowej Gwinei i na Filipinach. Służyły również w Birmie.
Pierwsze P-61 dotarły do Europy 23 maja 1944. Jako pierwszy otrzymał je tam dywizjon 422 NFS, a następnie w czerwcu 425 NFS. Bazując w Anglii, najpierw zostały użyte do zwalczania pocisków V-1. Pierwsze zwycięstwo nad V-1 odniesiono w nocy 15/16 lipca 1944 roku, a nad samolotem (Ju 88) 7 sierpnia. W drugiej połowie 1944 wiele P-61 przebazowano do Francji, skąd uzbrojone w bomby i rakiety wykonywały nocne naloty na cele naziemne, odnosząc stosunkowo niewiele nocnych zwycięstw nad samolotami Luftwaffe. Między grudniem 1944 roku a majem 1945 roku P-61 otrzymały w Europie jeszcze dywizjony: 414, 415, 416 i 417.
Według oficjalnych zestawień, samoloty P-61 zestrzeliły 127 samolotów i 18 pocisków V-1.
Od końca 1945 roku 12 samolotów P-61B otrzymało też lotnictwo Marynarki USA, gdzie otrzymały oznaczenie FT-1, a od kwietnia 1946 roku: F2T-1. 1 lipca 1948 roku zmieniono oznaczenia wszystkich samolotów według nowego systemu z P-61 na F-61 (wersji rozpoznawczej F-15A na RF-61C). Wycofywano je ze służby od 1948 do 1950 roku.

## Jednostki bojowe
Jednostki, które podczas II wojny światowej latały na P-61:
- 6th Night Fighter Squadron, 7th Air Force. Otrzymał P-61 w maju 1944 r. Służba: Guadalcanal, Nowa Gwinea, Saipan, Iwo Jima. Rozwiązany w lutym 1947 r. i przekształcony w 339th All Weather Squadron.
- 414th Night Fighter Squadron, 12th Air Force. Otrzymał P-61 w grudniu 1944. Służba: Algieria, Sardynia, Korsyka, Włochy, oraz częściowo w Belgii. Rozwiązany w sierpniu 1947 r. i przekształcony w 319th All Weather Squadron.
- 415th Night Fighter Squadron, 12th Air Force. Otrzymał P-61 w marcu 1945 r. Służba: Włochy, Korsyka, Francja, Niemcy. Rozwiązany we wrześniu 1947 r.
- 416th Night Fighter Squadron, 12th Air Force. Otrzymał P-61 w czerwcu 1945 r. Służba: Włochy, Korsyka, Francja, Niemcy. Rozwiązany w listopadzie 1946 r. i przemianowany na 2nd Fighter Squadron (All Weather).
- 417th Night Fighter Squadron, 12th Air Force. Otrzymał P-61 na przełomie kwietnia/maja 1945 r. Służba: Włochy, Korsyka, Francja, Niemcy. Rozwiązany w listopadzie 1946 r.
- 418th Night Fighter Squadron, 5th Air Force. Otrzymał P-61 we wrześniu 1944 r. Służba: Nowa Gwinea, Filipiny. Rozwiązany w lutym 1947 r. i reaktywowany w sierpniu 1948 jako 4th All Weather Squadron.
- 419th Night Fighter Squadron, 13th Air Force. Otrzymał P-61 w maju 1944 r. Służba: Nowa Gwinea, Filipiny. Rozwiązany w lutym 1947 r.
- 421st Night Fighter Squadron, 5th Air Force. Otrzymał P-61 w czerwcu 1944 r. Służba: Nowa Gwinea, Filipiny. Rozwiązany w lutym 1947 r. i reaktywowany w sierpniu 1948 r. jako 68th All Weather Squadron.
- 422nd Night Fighter Squadron, 9th Air Force. Otrzymał P-61 w maju 1944 r. Służba: Anglia, Francja, Belgia, Niemcy. Rozwiązany we wrześniu 1945 r.
- 425th Night Fighter Squadron, 9th Air Force. Służba: Anglia, Francja, Niemcy. Rozwiązany w sierpniu 1947 r.
- 426th Night Fighter Squadron, 14th Air Force. Otrzymał P-61 we wrześniu 1944 r. Służba: Indie, Chiny (do osłony baz bombowców B-29). Rozwiązany w listopadzie 1945 r.
- 427th Night Fighter Squadron, 14th Air Force. Otrzymał P-61 w sierpniu 1944 r. Służba: krótko we Włoszech, Indie, Birma, Chiny. Rozwiązany w październiku 1945 r.
- 547th Night Fighter Squadron, 5th Air Force. Utworzony w marcu 1944 r. (dysponował P-61 od początku). Służba: Nowa Gwinea, Filipiny, Ie Shima, Japonia. Rozwiązany w lutym 1946 r.
- 548th Night Fighter Squadron, 7th Air Force. Utworzony w kwietniu 1944 r. (dysponował P-61 od początku). Służba: Saipan, Iwo Jima, Ie Shima. Rozwiązany w grudniu 1945 r. Reaktywowany w 1969 r. jako 548th Combat Training Squadron. Nadal w służbie.
- 549th Night Fighter Squadron, 7th Air Force. Utworzony w maju 1944 r. (dysponował P-61 od początku). Służba: Saipan, Iwo Jima. Rozwiązany w lutym 1946 r.
- 550th Night Fighter Squadron, 13th Air Force. Utworzony w czerwcu 1944 r. Otrzymał pierwsze P-61 w styczniu 1945 r. Służba: Nowa Gwinea, Filipiny. Rozwiązany w styczniu 1946 r.